# Старий Кривин
Старий Криви́н Кривин — село в Україні, у Нетішинській міській громаді Шепетівського району Хмельницької області. Населення становить 1451 особу.
| «Село Кривин має 6000 жителів, розташоване на широкій рівнині. Колись воно належало кн. Острозьким, потім перейшло до Яблоновських, у руках яких залишалось до 1856 р., коли було продано з аукціону і куплене гр. Орловим; проте останній володів ним лише до 1864 р. і продав його Герману, який володіє ним і зараз. Тут є гарний замок, побудований каштеляном Краківським, кн. Станіславом Яблоновським, Особливо гарний облаштований навколо замку парк, відомий далеко в окрузі як "Парк Германа". |
Андреев П. П. «Иллюстрированный путеводитель по Юго-Западным казенным железным дорогам». Киев, 1890.

## Історія
Зараз Старий Кривин — село Шепетівського району на півночі Хмельницької області. Навколишні землі були залюднені ще в найдавніші часи, про що свідчать виявлені тут матеріали доби неоліту, бронзи (група курганів східнотшинецької культури на південних околицях Кривина), раннього заліза в урочищі Завитки.
У період раннього середньовіччя територію Волині заселяли літописні племена дулібів-волинян. В останній чверті X ст. волинські землі увійшли до складу Київської Русі. 3 1199 по 1340 роки ці терени були складовою Волинсько-Галицького князівства. Після смерті його останнього князя Юрія II закінчилася княжа доба української державності. Землі князівства потрапляють під впливи сусідів — Польщі та Литви. В 1366 році, згідно з польсько-литовським договором, Острожчина, Шумщина та деякі інші волинські території залишилися за литовським князем Любартом. 3 середини другої половини XIV століття Острожчина, й Кривин у тому числі, переходять у володіння роду Острозьких і залишаються у їхній власності протягом кількох століть.
За Люблінською унією 1569 р. Волинь стала частиною Польської Корони й адміністративно поділялася на Володимирський, Кременецький та Луцький, до котрого входила й Острожчина, повіти. В середині XVII ст., зі смертю останньої прямої представниці Острозьких, Ганни-Алоїзи Ходкевич, село переходило з рук в руки — Замойські, Конецпольські, Яблоновські. У власності останніх Кривин перебував до середини XIX століття.
Після поділів Речі Посполитої, у кінці XVIII століття, Острог стає повітовим центром новоутвореної Волинської губернії у складі Російської імперії, а село Кривин — волосним центром. Після Яблоновських Кривинським господарством володіли Н. П. Зубова, І. Я. Герман, Ц. I. Леві.

### Доба Острозьких XIV— середина XVII ст.
Уперше село Кривин згадується в королівському позові від 28 квітня 1534 року, адресованому князеві Іллі Острозькому. Згідно з ним, Ілля Острозький повинен був з'явитися до двору володаря і тут дати відповідь на звинувачення свого сусіда і далекого родича князя Кузьми Івановича Заславського про різні шкоди, що вчинили його піддані в Заславських володіннях. Проглядаючи документи вцілілої частини родинного архіву Острозьких, можна переконатися, що такі позови стали звичною справою ще за життя батька князя Іллі — Костянтина Острозького. Вони свідчили про напружені стосунки двох родів, яких поєднувало спільне походження, географічне сусідство.
Наступна згадка про Кривин в історичних джерелах датована 1542 роком. 12 травня цього року було укладено акт про поділ володінь між княгинею Беатою Костелецькою-Острозькою та її малолітньою дочкою Гальшкою Іллівною. У ньому серед замкових земель Острозької волості натрапляємо на згадку про «село Кривин и другое село Кривин волоское». Згідно з дільчим актом, обидва села мали дістатися княжні Гальшці, після настання її повноліття.
Для кращого розуміння контексту, на тлі якого з'являються перші відомості про Кривин, коротко нагадаємо історію Острозької волості, до якої входило село. Як відомо, князі Острозькі володіли Острогом із XIV століття. Точної дати надання цього маєтку луцьким та володимирським князем Любартом Гедиміновичем князеві Данилу — родоначальнику Острозьких — невідомо (мало трапитися між 1340 та 1376 роками). Разом із Острозьким маєтком князь Данило отримав від Любарта Корець, Заслав, Хлапотин, Іванин та інші, право володіння якими згодом було визнане за його сином Федором Даниловичем. Формування Острозької волості тривало впродовж всього XV століття і практично завершилося на початку XVI століття, коли її отримав правнук князя Федора — великий гетьман литовський Костянтин Іванович Острозький. Серед важливих для нас подій XV століття — поділ батьківських земель між братами Іваном та Юрієм Васильовичами Острозькими біля 1461 року, внаслідок якого від великого Острозького князівства відділилася Заславщина (згодом Юрій Васильович почав іменуватися князем Заславським, заснувавши нову гілку роду). Межі волості були дещо розширені за вже згаданого вище князя Костянтина Івановича.
У великого гетьмана литовського було двоє синів. Невдовзі після його смерті (1530) більшість маєтків перейшла до рук старшого з них — Іллі Костянтиновича. Розподіл батьківських володінь між братами не міг відбутися одразу після смерті гетьмана з огляду на неповноліття молодшого з його синів — Василя-Костянтина (народився 1526 р.). Від 1539 року, коли помер старший із братів, так і не поділені маєтки стала тримати його вдова — Беата з Косьцєльця (Костелецька). Наприкінці того ж року у неї народилася дочка Гальшка, яку Ілля в тестаменті визнав своєю законною спадкоємицею. Поділ маєтків між князем Василем-Костянтином Острозьким і його братовою (як опікункою дочки Гальшки) відбувся у 1541 році. У травні наступного року Острог із волостю (як і інші маєтки), що дісталися Беаті з дочкою, було поділено між ними. Спеціально відряджені для цього королем комісари виділили 1/3 частину маєтків, яка, згідно з правом, мала перебувати у пожиттєвому володінні вдови кн. Іллі.
У першій половині XVI ст. Острозька волость була однією з найбільших приватних територіально-адміністративних одиниць Волинської землі і складалася з близько 60 населених пунктів навколо княжої резиденції в Острозі. За деякими підрахунками, станом на 1542 рік, Острожчина займала площу понад 2100 км². Острозьку волость можна умовно поділити на 3 регіони, що відокремлювалися один від одного течіями річок Горині, Збитенки та Вілії. Ці регіони, які умовно назвемо тут Західним, Південним та Східним, різнилися між собою, насамперед, рівнем та історією заселення. Кривин разом із селами Бараннє, Вельбівне, Волосківці, Глинники, Головлі, Клепачі, Кургани, Мишківці, Могиляни, Мощаниця, Нетішин, Русивль, Солов'є та Хоняків входив до Східної частини волості (другої після Західної за темпами заселення та економічного розвитку).
Згідно з поділом 1542 р. Беата з Костельця отримувала тут у володіння села Вельбівне, Волосківці, Глинники, Головлі, Мощаницю, Нетішин та Солов'є, а її дочка — села Бараннє, Клепачі, Кривин, Кургани, Мишківці, Русивль та Хоняків.
Впродовж усього XVI століття замкове село Кривин невідривно належало до Острозької волості, а тому природно було б у загальних рисах розглянути основні події, пов'язані з її історією.
У вересні 1553 року на Острозький замок, за підтримки кн. В.-К. Острозького, напав князь Дмитро Сангушко — черкаський і канівський староста — один з кандидатів на руку ще неповнолітньої княжни Гальшки. Причиною нападу стало порушення Беатою з Костельця давньої обіцянки видати за Дмитра Сангушка свою дочку. Як тільки замок було взято, у Богоявленській замковій церкві відбулося вінчання Сангушка із Гальшкою.
Цей напад на Острог і викрадення Гальшки призвели до судового процесу, внаслідок якого король оголосив черкаського і канівського старосту банітом (баніція — позбавлення шляхетської честі та усієї рухомої і нерухомої власності), а дочку наказав повернути матері, визнавши шлюб недійсним. Невдала втеча молодих до Чехії, вбивство Сангушка у м. Яромирі і привезення Гальшки до королівського двору не вирішили головної проблеми навколо її одруження. Питання ускладнювалося тим, що король і Беата мали різні плани щодо майбутнього єдиної дочки кн. Іллі Острозького. Після того, як король, по суті силоміць, одружив Гальшку із Лукашем Ґуркою — брест-куявським воєводою (1555), Беата Острозька, категорично не погоджуючись на цей шлюб, почала активніше вести переговори з власним кандидатом — кн. Семеном Юрійовичем Слуцьким. У 1557 році вона з дочкою таємно залишила королівський двір і переїхала до Львова, де у квітні 1559 року Гальшку обвінчано зі Слуцьким у домініканському монастирі. Того ж місяця, після тривалої облоги, Л. Гурка збройно захопив монастир і повернув собі «законну дружину».
У червні — липні того ж року Костелецька записала Слуцькому всі свої володіння (у тому числі Острог), залишаючи за собою право пожиттєвого володіння ними. Але незабаром Слуцький несподівано помер, і єдиною власницею цієї Острожчини знову стала Беата з Костельця.
12 квітня 1564 року відбулося сенсаційне одруження кн. Беати з Костельця Острозької (49 років) із Альбрехтом Лаським (28 років). Очевидно, бажаючи помститися кн. В.-К. Острозькому за участь у справі викрадення дочки, Беата 6 квітня 1565 р. необачно записала новому чоловікові всі свої володіння (таким чином роблячи шанси Острозького на отримання іншої половини батьківщини примарними). Ласький — згодом сєрадзький воєвода (від 1565 р.) — був відомий своїми авантюрними планами посісти молдавський престол, на здійснення цієї мети витрачав великі суми грошей. Тому передача йому у власність розлогих маєтків у Великому князівстві Литовському була дуже доречною. Отримавши запис, Ласький одразу вирішив позбутися дружини, замкнувши її (як виявилося, практично назавжди) у родовому замку Кезмарк. За 5 років управління половиною Острозького князівства, серадзький воєвода виснажив володіння дружини, але набув значних прибутків для спорядження чергового десанту в Молдавію. Так, лише на Острожчині він продав і передав у заставу більше 10 селищ у західній та південній частинах волості.
Напередодні вторгнення своїх загонів у молдавські землі А.Ласький перебував деякий час при королівському дворі у Варшаві, де 26 вересня 1570 р. видав кілька записів, якими визнав, що поступається усіма отриманими від дружини маєтками на користь короля Сигізмунда II Августа. Того ж року спеціальна комісія передала королю всі зазначені володіння, в тому числі Острозьку волость. Улітку наступного року король призначив своїм острозьким старостою Миколая Кухмістровича-Дорогостайського, стольника Великого князівства Литовського.
Здавалося, що тепер велика частина батьківщини назавжди втрачена для київського воєводи князя Василя-Костянтина, та і для всього роду Острозьких. Але ситуація незабаром змінилася; помер король Сигізмунд ІІ Август, а невдовзі після нього помер і Лукаш Гурка; на Волинь повернулася його дружина — дочка Іллі Острозького Гальшка.
У вересні 1573 року Гальшка Іллівна видала важливий запис, у якому визнавала себе боржницею дядька Василя-Костянтина, передавала себе під його опіку і просила допомогти відстояти свої майнові інтереси. Адвокати В.-К. Острозького швидко з'ясували, що Гальшчина мати не була власницею усіх маєтків свого першого чоловіка, а тому не мала права записувати їх Альбрехту Лаському. Тому передача серадзьким воєводою своїх володінь польському королю була неправомірною. Судовий процес, що тривав до весни 1574 року, завершився перемогою Острозьких. Від цього часу і майже на пів століття, Острозька волость повертається до рук своїх колишніх власників.
Упродовж другої половини XVI століття село Кривин перебувало під замковою юрисдикцією. Перший відомий детальний поборовий (податковий) реєстр Острожчини, який дійшов до наших часів і датується 1576 роком, називає 49 родин, що проживали в селі. Можна зазначити, що Кривин потрапив у число тих небагатьох князівських маєтків, які оминула хвиля руйнівних татарських нападів на Волинь у 1575—1576 рр. Із навколишніх селищ тоді до тла були випалені Бараньє, Білотин та Колимлі. Сильно постраждали віддалені від Острога населені пункти в західній та південній частинах волості (більше 30 селищ). Поборовий реєстр 1577 р. наводить практично ідентичні дані про Кривин, але в скороченому вигляді (без поіменного переліку).
Наступні реєстри 1583 та 1589 років вперше згадують кривинського священика (попа), який, згідно з сеймовою постановою, повинен був сплатити до скарбу 2 польських злотих17. У 80-х роках XVI ст. у Кривині вже був власний млин.
У 1603 році між синами князя Василя-Костянтина Янушем та Олександром відбувся поділ володінь, унаслідок якого Острозька волость була розмежована навпіл. Західна її частина, після смерті київського воєводи, мала перейти у власність старшого з Острозьких — князя Януша, а південна та східна (у тому числі й Кривин) повинні були дістатися Олександрові. Ще до смерті Василя-Костянтина Острозького (1608) один із його синів, князь Олександр, за дивних обставин помирає наприкінці 1603 року. Згідно з правом, спадкоємцями Олександра стають його діти, а до настання їх повноліття маєтками розпоряджається вдова князя — Анна з Костків (Костка де Штемберг).
У 1604 році в Кривині жило більше 120 родин, у селі згадується священик, млин із чотирма мучними і одним ступним колами, корчма і в ній шинкар Мартин, отаман Андрій та соцький Кіндрат, гайдук Андрій, мельник Мись, швець Андрій та коваль Іван. Деякі місцеві жителі, окрім звичайних податків і повинностей, мали додатковий обов'язок постачати дичину до князівського двору.
Важливі відомості з історії Кривина надає нам інвентар Острозької волості від 1620 року, укладений напередодні поділу земель між дочками Олександра Острозького — Софією (дружина Станіслава Любомирського), Катериною (дружина Томаша Замойського) та Анною-Алоїзою (дружина Яна Кароля Ходкевича).
Згідно з цим документом, Кривин був одним із найбільших селищ східної частини Острозької волості; у ньому згадано 41 тяглого підданого, 46 підсусідків, 5 лісних стрільців, 4 пташників (що ловлять тетеревів), 3 гайдуків, 7 бояр (що на війну їздять).
У залежності від соціального становища, кривинські піддані повинні були щороку сплачувати володареві відповідний грошовий податок, який складався з чиншу, воловщини, порохового, сторожового тощо, а також натуральний збір (визначена норма вівса, меду, гусок, курей, каплунів, яєць тощо). До повинностей кривинських селян належав відробіток на панській землі — 6 днів на тиждень влітку та 3 дні на тиждень взимку.
Інвентар фіксує в селі корчму з броварем, яка належала до головної острозької оренди, що і в 1620 р. тримав заможний острозький єврей. До цієї ж оренди належав великий кривинський млин з чотирма мучними і одним ступним колами, а також пилкою для розпилювання деревини. Повинність млинаря полягала в тому, що він мав за 17 тижнів вигодувати для князівського двору з кожного кола по вепру, а також «до двору з сокирою робити, коли кажуть». Млин стояв на одному з трьох кривинських ставків, спуст яких за три роки давав прибуток у 50 литовських кіп.
Комісари, направлені до села з метою його детального опису, зазначили в інвентарі, що попа в ньому немає. Це, однак, не означає, що в Кривині не було церкви. Швидше за все, місце священика було незайнятим після смерті попереднього церковнослужителя. Питання про те, до якої конфесії належали прочани кривинської церкви, залишається наразі нез'ясованим.
У 1621 році відбувся поділ володінь між сестрами Острозькими, в результаті якого Кривин дістався Гнні-Алоїзі Ходкевичевій, останній представниці прямої лінії роду, щойно одруженій (у 1620 р.) з відомим полководцем, великим гетьманом литовським, віленським каштеляном, земським литовським маршалком, старостою жмудським, ковенським, плотельським і тельшовським та адміністратором Ліфляндської землі.
Згідно з подворовим реєстром, 1629 року у Кривині нараховувалося 142 дими (двори). У світлі сучасних досліджень про коефіцієнт диму на Волині у другій половині XVI — середині XVII століття можна припустити, що населення Кривина на той час сягало більше тисячі осіб (для порівняння зазначимо, що в сусідньому Нетішині було тоді 50 димів, а в Острозі — 1655 димів).
Продовжує відомості про село недатований інвентар частини Острога та Острозької волості, який було складено на початку другої половини XVII ст. Згідно з джерелом, яке подає нам стан села перед 1648 роком, у Кривині була 71 волока землі та 200 димів. Відзначається, що місцеві селяни ходили на роботу до Коломельського фільварку, а також працювали на печах для випалювання вапна «i do Collegium». Справа в тому, що своїм заповітом, складеним у 1651 році, кн. Г.-А.Ходкевич записала Кривин разом із фільварком Колом'є на продовження будівництва і відновлення зруйнованого козаками Острозького єзуїтського колегіуму. Насамкінець, в інвентарі зазначено: «Драгунів кінних на тих же волоках — 7, піших — 7, бояр, що мають по дві волоки, — 4, стрільців — 7».

### Кін. XVII ст.— час найбільшого занепаду
До кінця XVII століття володарями Кривина були представники кількох заможних польських родів. Після смерті в 1654 році бездітної Г.-А. Ходкевичевої, значні родові маєтності перейшли у власність нащадків її сестри Катерини Замойської (на той час вже покійної) — сина Яна й дочок Гризельди-Констанції та Йоанни-Барбари.
Необхідно зазначити, що розлогі землі, які дісталися у спадок Замойським, вже не давали таких значних прибутків, як раніше; маєтки були малозаселеними і майже дощенту зруйнованими внаслідок воєнних дій 1648—1657 років. Татарські та козацькі набіги, постої коронного війська і свавілля окремих магнатських хоругов не могли не відбитися на стані маєткового господарства. Як стверджує С. Кардашевич, цей період в історії Острога й Острожчини (а, отже, й Кривина) був часом найбільшого їх занепаду.
Невдовзі після смерті княгині Г.-А. Ходкевич [27.1.1654] було проведено ревізію залишених нею Острозьких володінь. Отже, черговий опис Кривина, згідно з яким на тій же 71 волоці було лише 15 димів. Повоєнне спустошення не оминуло села, позначившись на кількості його жителів і, відповідно, на прибутку, отримуваному з маєтку.
Ревізія називає імена кривинських підданих, серед яких згадується безіменний священик. Перераховуються повинності кривинчан, де, окрім іншого, зазначається, що вони повинні були того дня, протягом тижня, працювати в Коломельському фільварку. Кожен власник волоки землі повинен був сплачувати (грошовий податок) у розмірі 1 зл. 10 грошів. Місцеві були зобов'язані їздити з підводою туди, куди накаже володар, як і раніше, щорічно платили натуральний податок. Згадується про запустілий млин на р. Горинь, що мав чотири мучних кола та ступу. Інвентар завершується важливими для володаря маєтку відомостями про розмір врожаю, що був звичайним у передвоєнний час. Так, дізнаємося, що тоді з фільваркових ланів щороку збирали «жита — 1000 кіп, пшениці — 200 кіп, вівса — 1000 кіп, ячменю — 150 кіп, гречки — 350 кіп, гороху - 30 кіп, проса — 30 кіп».
Спочатку частиною Острога та належними до неї маєтностями володів київський та сандомирський воєвода Ян Замойський. Згодом, у силу певних обставив, цей добробут перейшов до Яна-Олександра Конєцпольського, який, між іншим, був близьким родичем попереднього власника, а саме чоловіком його сестри Йоанни-Барбари. Зрештою, і сам Ян-Олександр Конєцпольський не затримав Острозький ключ у своїх руках і 20 лютого 1690 року передав його коронному гетьману Станіславу-Яну Яблоновському.
29 квітня 1702 р. у Львові було складено документ, за яким маєтності С.-Я. Яблоновського розподілялися між його трьома синами: Яном, Олександром та Станіславом, при цьому Острозький ключ діставався першому з них.
У свою чергу, спадкоємці руського воєводи Яна-Станіслава Яблоновського поділили свою Острозьку маєтність на дві частини. Резиденцією однієї з гілок роду став Кривин (Станіслав — Вінцент [1694-1754] і його нащадки Антоній — Варнава [1732-1799], Максиміліан [1785-1846] та Владислав [1834-1875]), а іншої — Острог.
Шляхетські резиденції на Правобережжі здавна були відомі як осередки культурного, політичного й економічного життя краю. Однією з них була Кривинська резиденція князів Яблоновських гербу Прус III. Її заснував наприкінці XVII ст. Станіслав-Ян Яблоновський, великий коронний гетьман і краківський каштелян. Ю. Дунін-Карвіцький та Е. Рачинський згадують у своїх працях родинний переказ Яблоновських про те, що полонені татари за велінням гетьмана викопали навколо панської садиби глибокий рів, який видніє там ще й досі.
Опис Кривина від 1690 року наводить нові дані про село. Великий колись Кривин до кінця XVII  ст. перетворився на досить непримітний населений пункт, який, щоправда, мав зручне місце розташування. Можливо, завдяки тому фактору з-пом1ж інших володінь саме Кривин було обрано для будівництва тут згодом палацу, навколо якого пізніше облаштовано парк. Перші відомості про Кривинський палац, який у XVIII ст. був дещо перебудований, відносяться до часу, коли власником села був згаданий Станіслав-Ян Яблоновський.

### Кінець XVIII ст.— входження Кривина до Російської імперії
Про те, що являв собою Кривин до другого поділу Польщі (1793), коли він потрапив до складу Російської імперії, можна судити лише з фрагментарних джерельних відомостей, які стосуються переважно культових споруд. У 1737 році в Кривині зведено католицький парафіяльний дерев'яний костел в ім'я Антонія Падуанського, який пізніше, на початку XIX століття, перебудовано на мурований.

Одін із боків медалі, викарбуваної з нагоди захоплення Російською імперією «південноросійських областей»

Також відомо про те, що кривинська греко—католицька дерев'яна церква згоріла через необережність паламаря на другий день Великодня у 1762 році. Тим не менше, вже наступного року, із благословення луцького і острозького єпископа Сильвестра Рудницького і за сприяння князя Яблоновського, замість погорілого було побудовано новий, теж дерев'яний, храм. Попри те, що Кривин розташовувався відносно недалеко від Острога, місцева церква в цей час належала до Гощанського греко-католицького деканату.
У 1793 році відбувся другий поділ Польщі. 27 березня 1793 року імператриця Катерина II видала маніфест про включення Правобережжя до складу Російської імперії. 13 квітня 1793 року у складі новоприєднаних українських земель було утворено Брацлавську та Ізяславську губернії. До Ізяславської губернії увійшли колишні землі Волинського та частини Київського воєводств. Згодом, указом від 18 червня 1795 року, Ізяславську губернію перейменовано у Волинську. Через два роки остаточно закріплено адміністративний устрій на новоприєднаних українських землях імперії. Кривин, який впродовж кількох століть знаходився в Луцькому повіті Волинського воєводства, увійшов до Острозького повіту Волинської губернії, ставши в ньому волосним центром.

### Кін. XVIII— поч. XIX ст.— період розквіту Кривинського палацу
Кінець XVIII — початок XIX століття став періодом найвищого розквіту Кривинського маєтку Яблоновських. Мандрівники згадують, що палац знаходився посеред великого газону на високому підмурівку. Будівля була оточена розкішним парком, закладеним у 1799—1800 рр. майстром палацово-паркового мистецтва Діонізієм МакКлером.
У  квітні 1919 року в районі Кривина розгорнулися жорстокі бої, в яких брав участь знаменитий панцерник "Стрілець"

## Населення
Згідно з переписом УРСР 1989 року чисельність наявного населення села становила 2065 осіб, з яких 941 чоловік та 1124 жінки.
За переписом населення України 2001 року в селі мешкало 1437 осіб.

### Мова
Розподіл населення за рідною мовою за даними перепису 2001 року:
| Мова       | Відсоток |
| ---------- | -------- |
| українська | 96,07 %  |
| російська  | 3,72 %   |
| вірменська | 0,07 %   |
| польська   | 0,07 %   |

## Символіка
Затверджена в серпні 2015 р. рішенням сесії сільської ради.

### Герб
У зеленому полі три золоті розширені (укорочені) хрести в балку, під ними — такий же мурований міст, у лазуровій арці якого срібна коса та половина підкови, повернуті додолу. Щит оздоблений декоративним картушем і увінчаний золотою сільською короною, внизу картуша — стрічка з написом «СТАРИЙ КРИВИН».
Три хрести — символ старовинної церкви, форма хреста вказує на належність села до Волині. Міст — історична споруда, водночас символ зв'язку між минулим і майбутнім. В арці моста — герб «Прус-III» Яблоновських, які багато зробили для розвитку села.

### Прапор
Квадратне полотнище складається з трьох горизонтальних смуг — зеленої (верхньої), жовтої та синьої, співвідношення висот яких дорівнює 9:2:9; на зеленій смузі — три жовті розширені хрести в ряд, на синій — білі коса і половина підкови, повернуті додолу.

## Пам'ятки

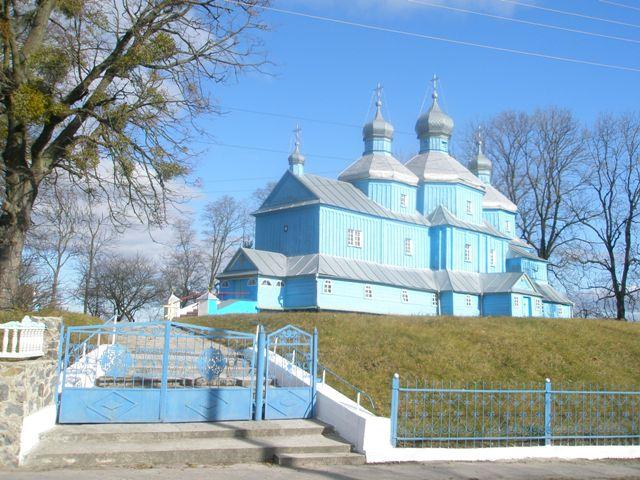
Старокривинська Свято–Дмитріївська дерев'яна церква

- Палац Яблоновських
- Кривинський парк
- Свято-Дмитрівська церква
- Олин дуб

## Уродженці села
- Козак Сергій Давидович (*1921 — †1993) —Народний артист УРСР, оперний співак, композитор, письменник, публіцист, громадський і культурний діяч, підполковник запасу.
- Пилипчук Юрій Дмитрович (* 1981) — український самбіст, Заслужений майстер спорту України, багаторазовий чемпіон України та чемпіон Європи із самбо. Член збірної команди України.[5]
- Семеновський Володимир Самійлович (*1921 — †1992 м. Хмельницький)  — поет-пісняр, автор збірок «Де Дністер і Збруч» (1953), «В єдинім строю» (1985), «Сяйво калини» (1991). Навчався в Житомирському педінституті. Перебуваючи в евакуації, закінчив Челябінський педінститут. По війні був на журналістській роботі у Хмельницькому. Установлено меморіальну дошку на будівлі школи в с. Старий Кривин.[6]

## Цікаві факти
На одній із вулиць села біля приватного будинку зростає дуб-велетень — Олин дуб. Обхват стовбура 6 м, висота 30 м, вік близько 600 років.

## Галерея

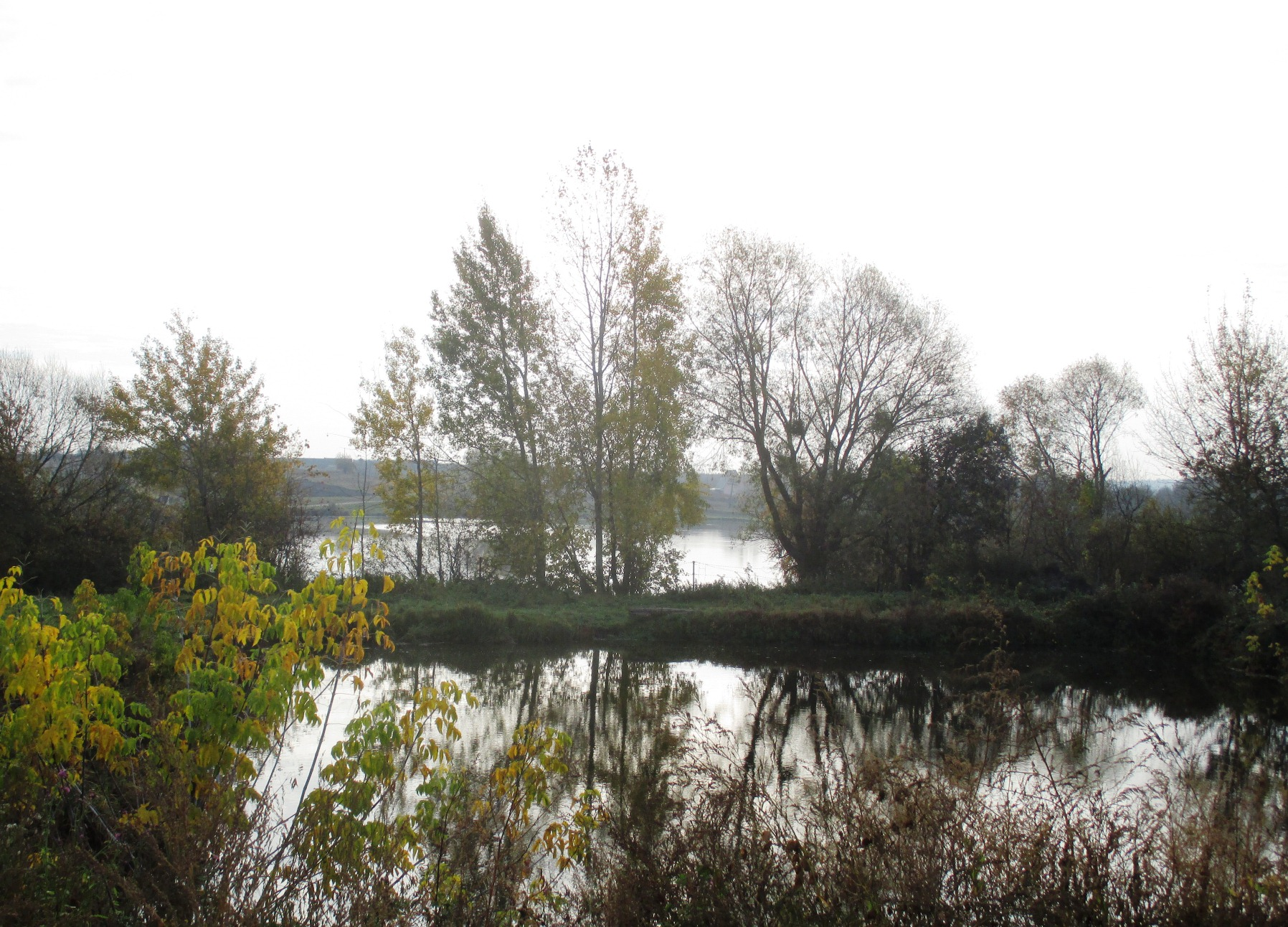
Став
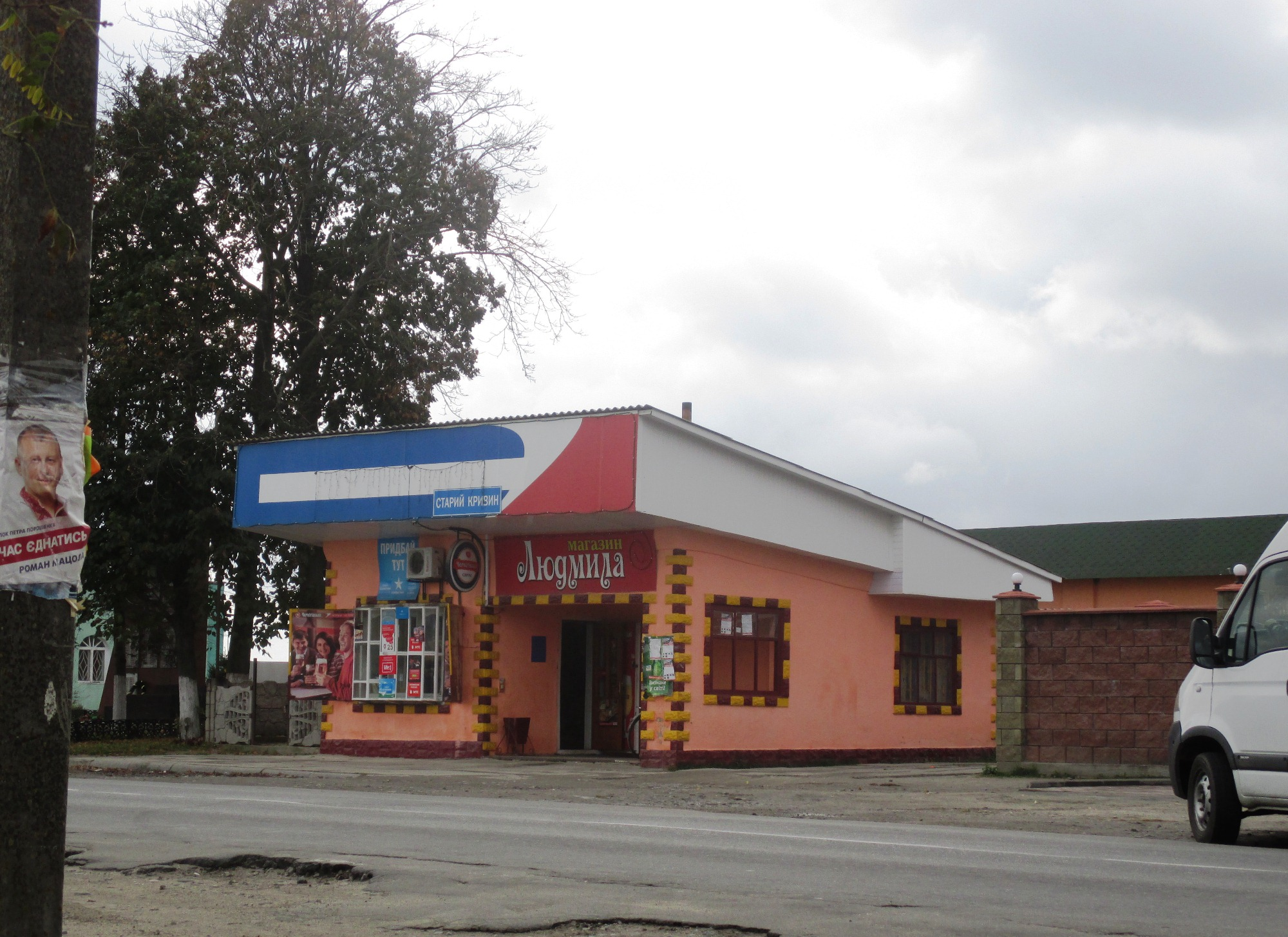
Магазин «Людмила»
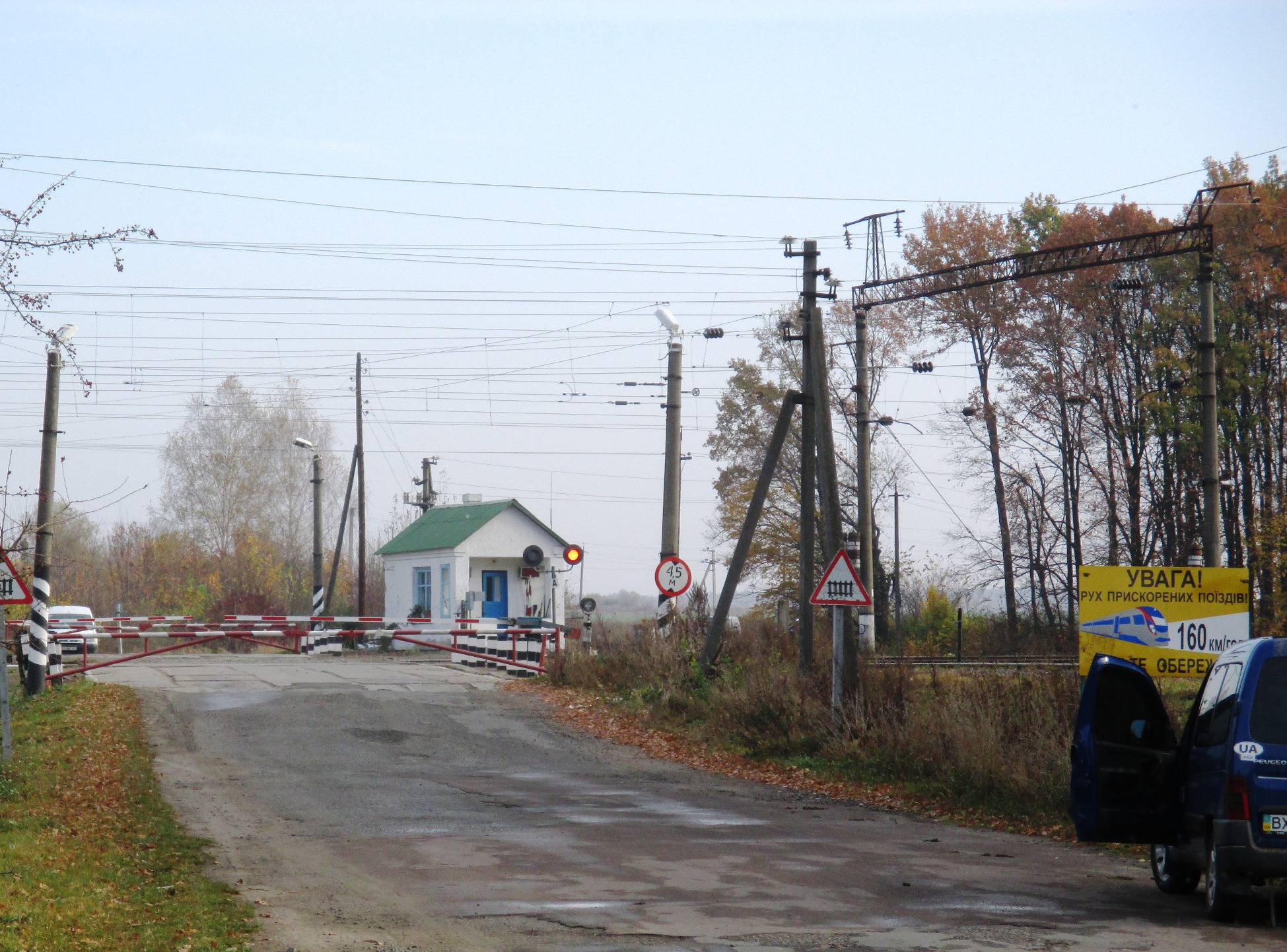
Залізничний переїзд (дорога на Лисиче)
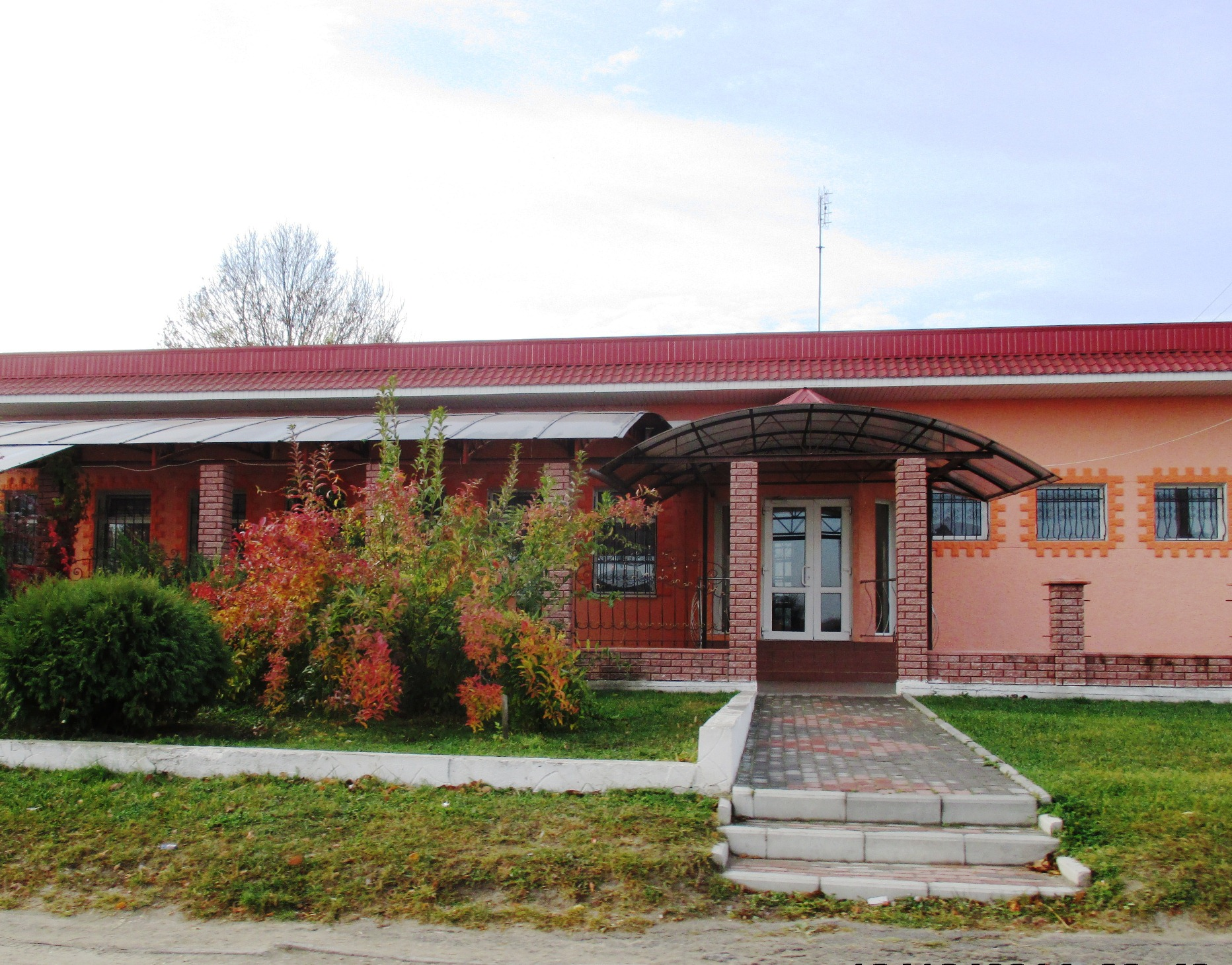
Кафе «Анна»
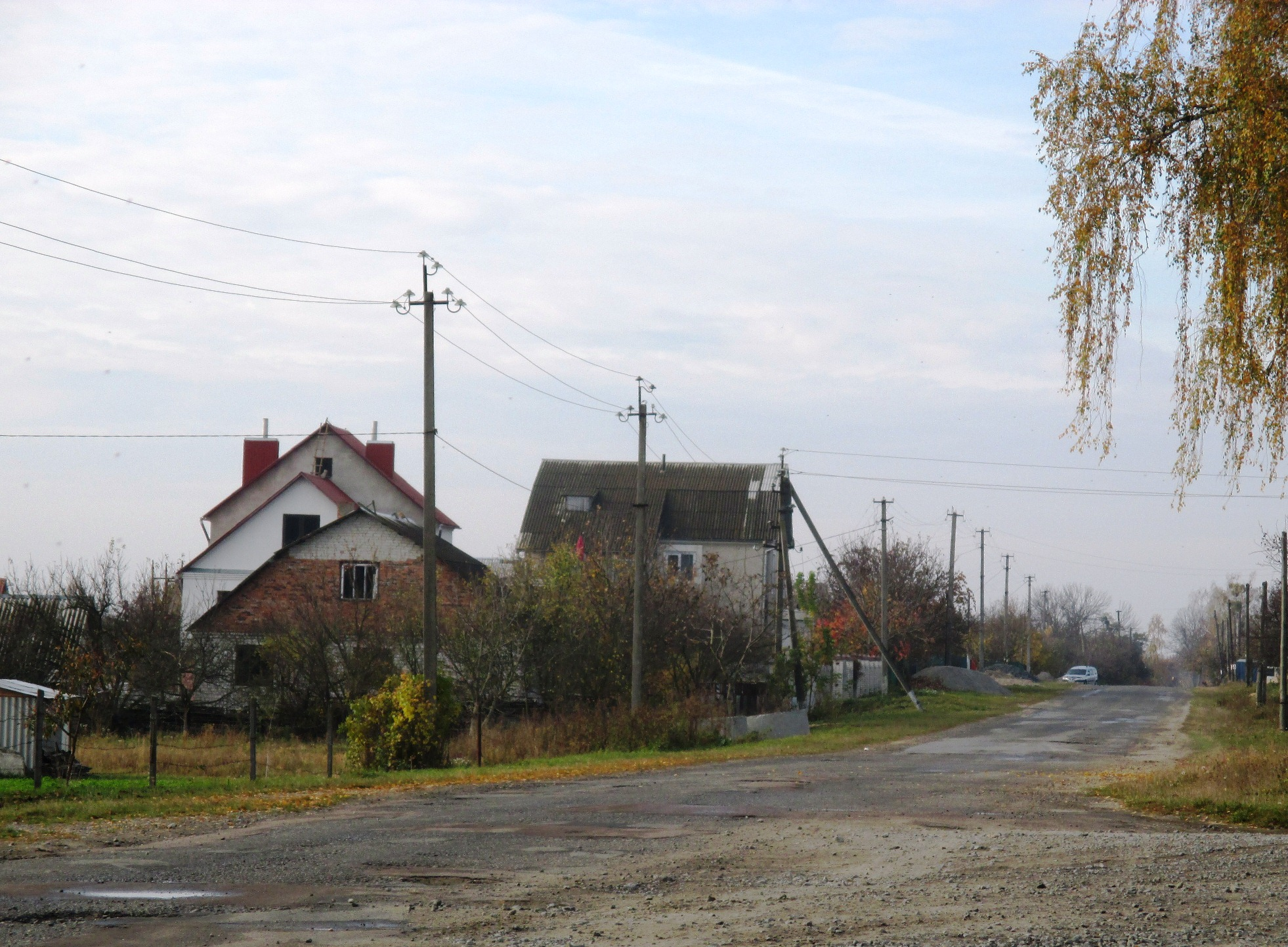
Вулиця
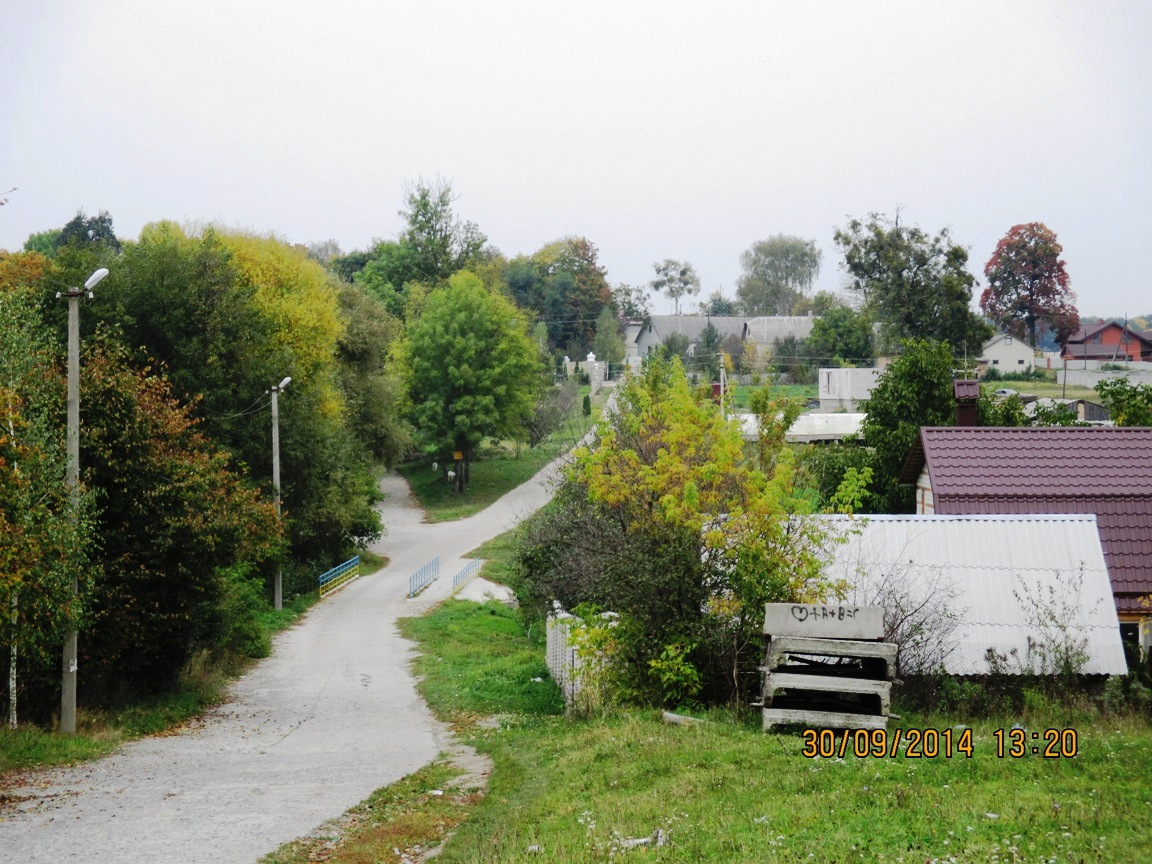
Дорога до школи
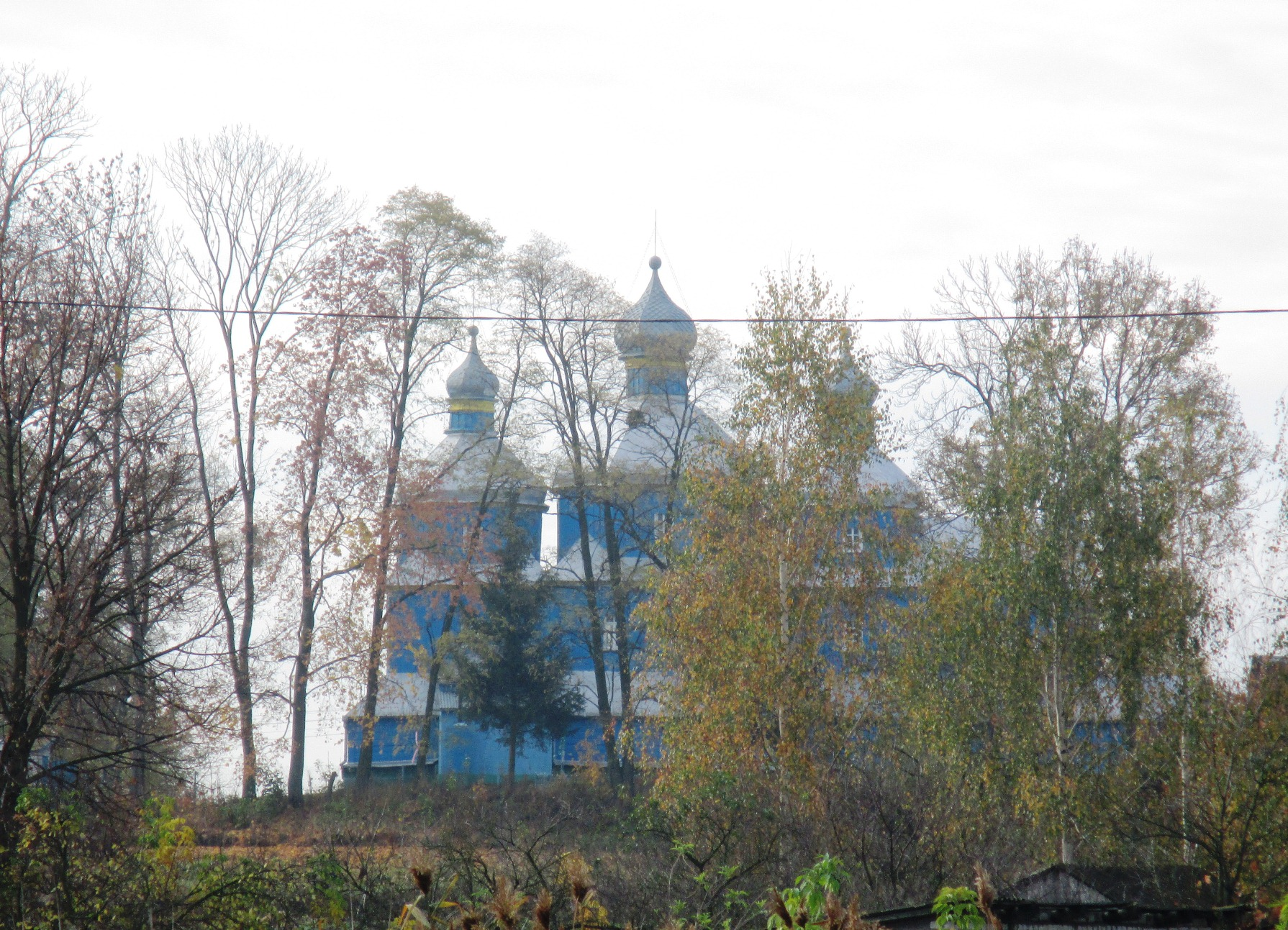
Старокривинська Свято–Дмитріївська церква
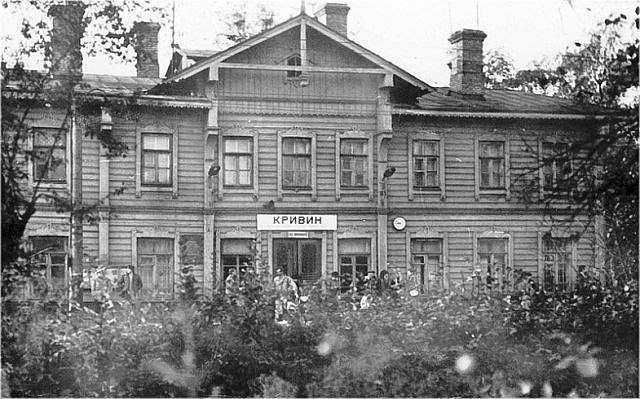
Старий дерев'яний залізничний вокзал станції Кривин (знесений у 90-х роках)
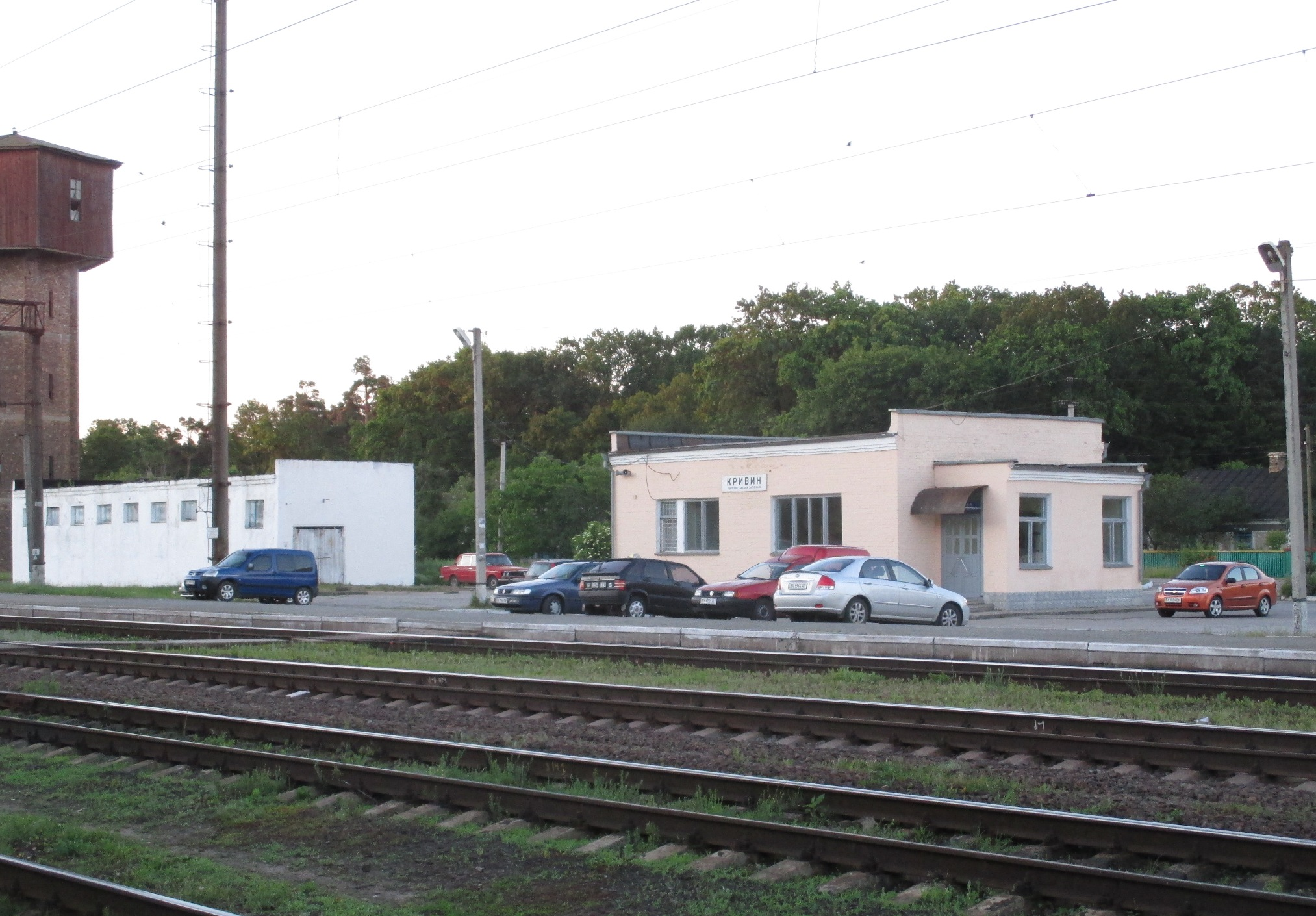
Новий залізничний вокзал станції Кривин